# NewMusicBox
NewMusicBox es una revista electrónica lanzada por el American Music Center el 1 de mayo de 1999. La revista incluye entrevistas y artículos sobre música, compositores, improvisadores y músicos estadounidenses contemporáneos.
Algunas entrevistas incluyen compositores estadounidenses de renombre: John Luther Adams,  Milton Babbitt,  Steve Reich,  John Eaton,  Annea Lockwood,  Frederic Rzewski,  George Crumb,  Meredith Monk,  Elliott Carter,  La Monte Young,  David Del Tredici,  Terry Riley,  Tod Machover,  Alvin Lucier,  Pauline Oliveros,  y Peter Schickele. 
En 1999, NewMusicBox recibió el premio Deems Taylor de ASCAP. Esta fue la primera vez que un sitio de Internet recibió el premio. Desde su inicio, el editor fundador Frank J. Oteri y los escritores colaboradores han recibido varios premios por sus artículos en NewMusicBox. En marzo de 2000, Joshua Kosman, del San Francisco Chronicle, elogió a NewMusicBox: 

El recurso más inteligente y elegante de la web para noticias, reportajes, reseñas y entrevistas sobre música clásica contemporánea.

En 2002, se lanzó NewMusicJukeBox para complementar NewMusicBox. Esto hizo que las partituras y los archivos de sonido estuvieran disponibles a través de Internet creando una sala de escucha virtual que cruza referencias de la música a su base de datos de artículos e información sobre música contemporánea estadounidense. Posteriormente, NewMusicJukeBox pasó a llamarse AMC Online Library y se incorporó al sitio web rediseñado del American Music Center.
El décimo aniversario de NewMusicBox en mayo de 2009 ha sido señalado por Alex Ross, Drew McManus, y otros.